# Сумрак богова (филм)
Сумрак богова (итал. La caduta degli dei) је филм италијанског режисера Лукина Висконтија, први део његове Немачке трилогије. Висконти је био у конкуренцији за Оскара за најбољи оригинални сценарио.

## Радња
"Пад богова" је пад породице Есенбек, династије која контролише велике немачке челичане које су новоизабраном канцелару Хитлеру потребне да би остварио војне амбиције нацистичке државе. У ноћи спаљивања Рајхстага, Јоахим фон Есенбек (Албрехт Шенхалс) слави свој рођендан и бива убијен. То је први корак у игри моћи да се извршни директор компаније Фридрих Брукман (Дирк Богард) подигне на место председника компаније. Конце вуче његова партнерка грофица Софи фон Есенбек (Ингрид Тулин). Софи и Брукман то не знају, али они су марионете блиског породичног пријатеља, СС официра Ашенбаха (Хелмут Грим). Немилосрдни сплеткарош користи пороке породице Есенбек да обезбеди индустрију челика за Трећи рајх.
"Пад богова" је пад породице Есенбек, династије која контролише велике немачке челичане које су новоизабраном канцелару Хитлеру потребне да би остварио војне амбиције нацистичке државе. У ноћи спаљивања Рајхстага, Јоахим фон Есенбек (Албрехт Шенхалс) слави свој рођендан и бива убијен. То је први корак у игри моћи да се извршни директор компаније Фридрих Брукман (Дирк Богард) подигне на место председника компаније. Конце вуче његова партнерка грофица Софи фон Есенбек (Ингрид Тулин). Софи и Брукман то не знају, али они су марионете блиског породичног пријатеља, СС официра Ашенбаха (Хелмут Грим). Немилосрдни сплеткарош користи пороке породице Есенбек да обезбеди индустрију челика за Трећи рајх.
Централну улогу у филму иma Софијина контрола над њеним сином, директним наследником Есенбека Мартином фон Есенбеком (Хелмут Бергер).

## Улоге
| Глумац           | Улога                  |
| ---------------- | ---------------------- |
| Дирк Богард      | Фридрих Брукмaн        |
| Хелмут Грим      | СС Кaпeтaн Aшeнбaх     |
| Ингрид Тулин     | Софи фон Есенбек       |
| Хелмут Бергер    | Мартин фон Есeнбeк     |
| Умберто Орсини   | Херберт Тaлмaн         |
| Рајхард Колдехоф | Константин фон Есeнбeк |
| Флоринда Болкан  | Олга                   |
| Шарлот Ремплинг  | Елизабет Талман        |